# 美勇伝 beauty hour 21
美勇伝 beauty hour 21(びゆうでんビューティーアワーにじゅういち)は、NRNネットのラジオアミューズメントパーク内で放送されていた、文化放送製作のラジオ番組。2006年10月6日放送開始。2007年3月30日放送終了。

## パーソナリティ
- 美勇伝
  - 石川梨華
  - 三好絵梨香
  - 岡田唯

## 放送時間
- 毎週金曜日21:00 - 22:00(JST)

### ネット局
- 21:50まで
秋田放送・北陸放送・福井放送・山陽放送・山陰放送・山口放送・西日本放送・長崎放送・NBCラジオ佐賀
- 22:00まで
和歌山放送

※メンバーの三好絵梨香の出身地である北海道と、岡田唯の出身地の大阪府ではネットされなかった。

## コーナー

### レギュラーコーナー
- ふつうの女の子クイズ
- beautyメール21(ふつおた)
- 美勇伝かるた
- 子ひつじブログ(1月19日まで)
- 美勇伝ランキング(1月26日以降)
- 待ち受けポエム

※子ひつじブログが1月19日で終了し、1月26日から美勇伝ランキングがレギュラーコーナーになる。また、待ち受けポエムは11月から2週間に1回の放送。

### 特別企画
- 笑っちゃダメよ!美勇伝(3回)
- 美勇伝のどうしよう!?(1回)
- 岡田唯の特技を見つけよーう(1回)